# 羽叶鳞盖蕨
羽叶鳞盖蕨（学名：Microlepia intramarginalis）为碗蕨科鳞盖蕨属下的一个种。

## 扩展阅读
- 維基物種上的相關：羽叶鳞盖蕨